# Diamela del Pozo
 Diamela del Pozo Pérez  (Guantánamo, Cuba, 2 de octubre de 1976), conocida simplemente como Diamela, es una cantante cubana residente en España. La rumba, el son, el bolero y la salsa están entre los géneros musicales que ha interpretado.

## Biografía
Diamela, hija de una familia humilde, comenzó a mostrar a temprana edad su inclinación por el canto y la música. En 1991 debuta en una orquesta local, dando así inicio a su carrera profesional. Desde entonces y hasta dejar Cuba en 2004, integró varias agrupaciones musicales de la isla.
En 1995, se une en La Habana a la recién fundada orquesta femenina Son Damas con quien además de hacer presentaciones en varios países de Europa, América Latina, el Caribe y Japón, logra su primera grabación en 1996 y más tarde en 1999 su segundo y último trabajo discográfico tras separarse de esta a mediados del 2000. 
En 1998, junto a otras figuras de la música cubana graba un tema para el álbum Sonero soy, realizado en homenaje al compositor y músico cubano Adalberto Álvarez,  estando entre los artistas que colaboraron los cantantes cubanos Michel Maza, Félix Baloy, Tony Calá, Pedrito Calvo, Tiburón Morales y Mario Rivera "Mayito". 
En 1999, participó en la grabación del álbum Cuba humanidad (varios artistas) tributo al fallecido cantante popular cubano Carlos Embale, interpretando un tema del compositor y músico habanero Gonzalo Asencio, acompañada por la agrupación folclórica cubana Los Muñequitos de Matanzas.